# Complesso del Convitto Nazionale

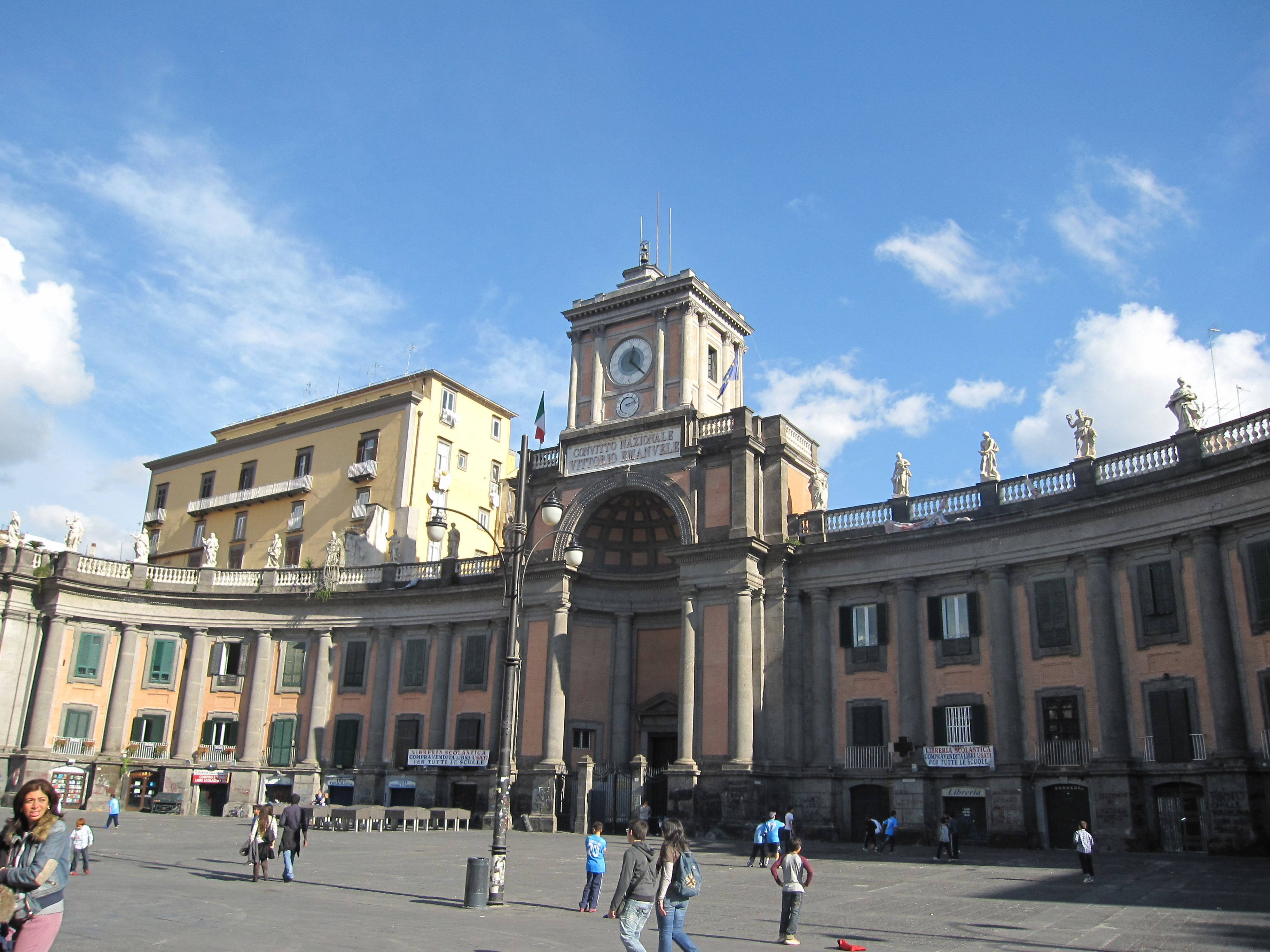
Piazza Dante (al centro il nicchione che costituisce l'ingresso al Convitto Nazionale)

Il complesso del Convitto Nazionale, detto formalmente Convitto nazionale Vittorio Emanuele II, è uno dei complessi storico-religiosi di Napoli; è sito nel centro storico, in piazza Dante.

## Storia
La storia del Convitto inizia nel 1768, quando Ferdinando IV di Borbone, dopo aver espulso i Gesuiti dal Regno, fondò la Casa del Salvatore nel loro originario complesso.
Nel 1807 la Casa diventò Collegio del Gesù Vecchio, poi Primo Real Collegio di Napoli col nome di "Real collegio di scienze, lettere e belle arti di san Sebastiano" e, infine, con autorizzazione di Gioacchino Murat, Liceo del Salvatore. Nel 1826 il liceo fu spostato nel monastero di San Sebastiano dove i francesi avevano posto il conservatorio di musica dopo la confisca dei beni ecclesiastici. Nel 1828, dopo che i Gesuiti furono ritornati, acquisì la denominazione di Collegio dei Nobili.
Nel 1835 i Gesuiti aprirono un ingresso per il Convitto da Piazza Dante nella nicchia centrale del Foro Carolino, dove sarebbe dovuta essere posizionata una statua equestre di Carlo III di Borbone.
Decenni dopo, l'ingresso di Giuseppe Garibaldi provocò l'abolizione dell'ordine dei Gesuiti e la nazionalizzazione dei loro beni: la struttura in oggetto si trasformò, così, nel Convitto Nazionale Vittorio Emanuele II di Napoli.
Attualmente essa ospita una scuola primaria, una secondaria di primo grado e tre di secondo grado (un liceo classico europeo (ESABAC e spagnolo), un liceo scientifico tradizionale e un liceo scientifico sportivo). Gli studenti frequentanti la struttura educativa possono usufruire del servizio da convittori e da semiconvittori.